# Robert J. Sharer
Robert J. Sharer, né le 16 mars 1940 et mort le 20 septembre 2012, est un archéologue, universitaire et mayaniste américain.

## Biographie
Il publie plusieurs livres rapportant le résultat de ses fouilles et de ses théories archéologiques sur la civilisation maya. Il dirige en particulier le projet de fouilles de Copán ECAP, « Early Copán Acrópolis Program », pour le Penn Museum, musée d'archéologie et d'anthropologie de l'université de Pennsylvanie.
Sharer est professeur et donne des conférences pendant plus de trente ans, principalement au département d'anthropologie de l'université de Pennsylvanie. Il occupe, en 1995, la chaire dotée, subventionnée par Sally et Alvin V. Shoemaker, d'anthropologie dans la même université.
Il a aussi beaucoup travaillé avec le Penn Museum, où il est conservateur de la collection américaine et dirige le département de recherche.

## Publications
Parmi ses nombreuses publications, on peut citer notamment:
- (en) Daily life in Maya civilization (1996)
- (en) The Ancient Maya, en coautoría, avec Loa P. Traxler (1994)
- (en) Regional perspectives on the Olmec (1989)
- (en) The Prehistory of Chalchuapa, El Salvador (1978)

## Source
- (en) Cet article est partiellement ou en totalité issu de l’article de Wikipédia en anglais intitulé « Robert Sharer » (voir la liste des auteurs).